# Przechyłka toru

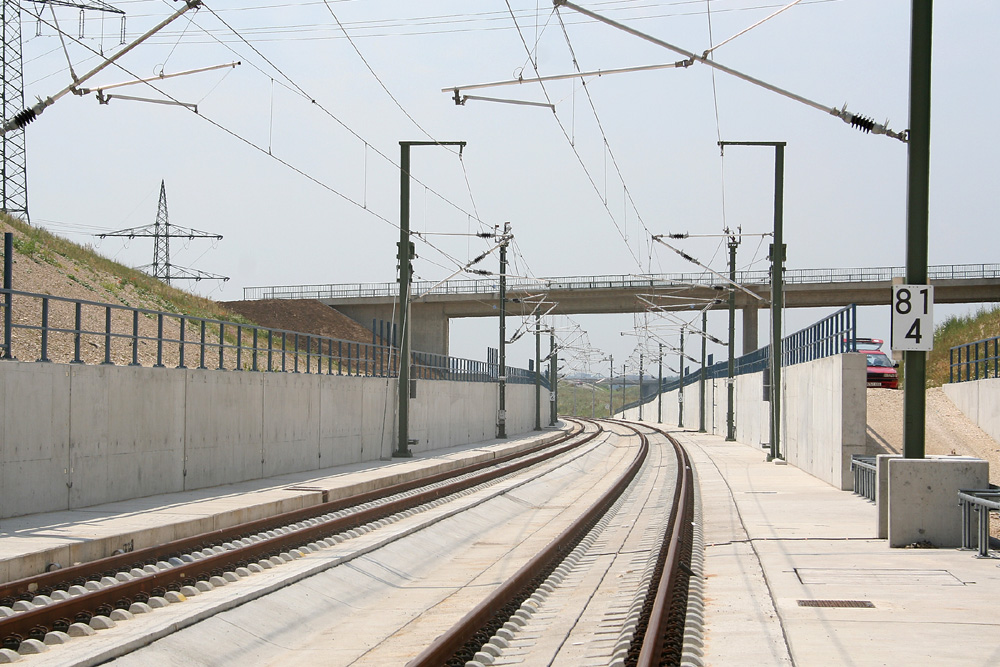
Widoczna przechyłka toru na zakręcie

Przechyłka toru kolejowego – podniesienie toku szynowego zewnętrznego w stosunku do toku wewnętrznego dla toru w łuku, w celu zrównoważenia siły odśrodkowej, która powstaje przy ruchu pojazdu kolejowego po torze w łuku.
Stanowi ona wartość różnicy wysokości, w stosunku do linii poziomej, dwóch szyn wchodzących w skład jednego toru w określonym położeniu, mierzona na osiach główek szyn.
Przechyłki stosuje się na łukach linii kolejowych w celu zniwelowania negatywnego skutku siły odśrodkowej występującej podczas przejazdu pociągu, jakim jest szybsze zużywanie się szyn toku zewnętrznego. Skrajnym i bardzo niebezpiecznym skutkiem braku przechyłki jest wykolejenie się pociągu.